# Дикастерія віровчення

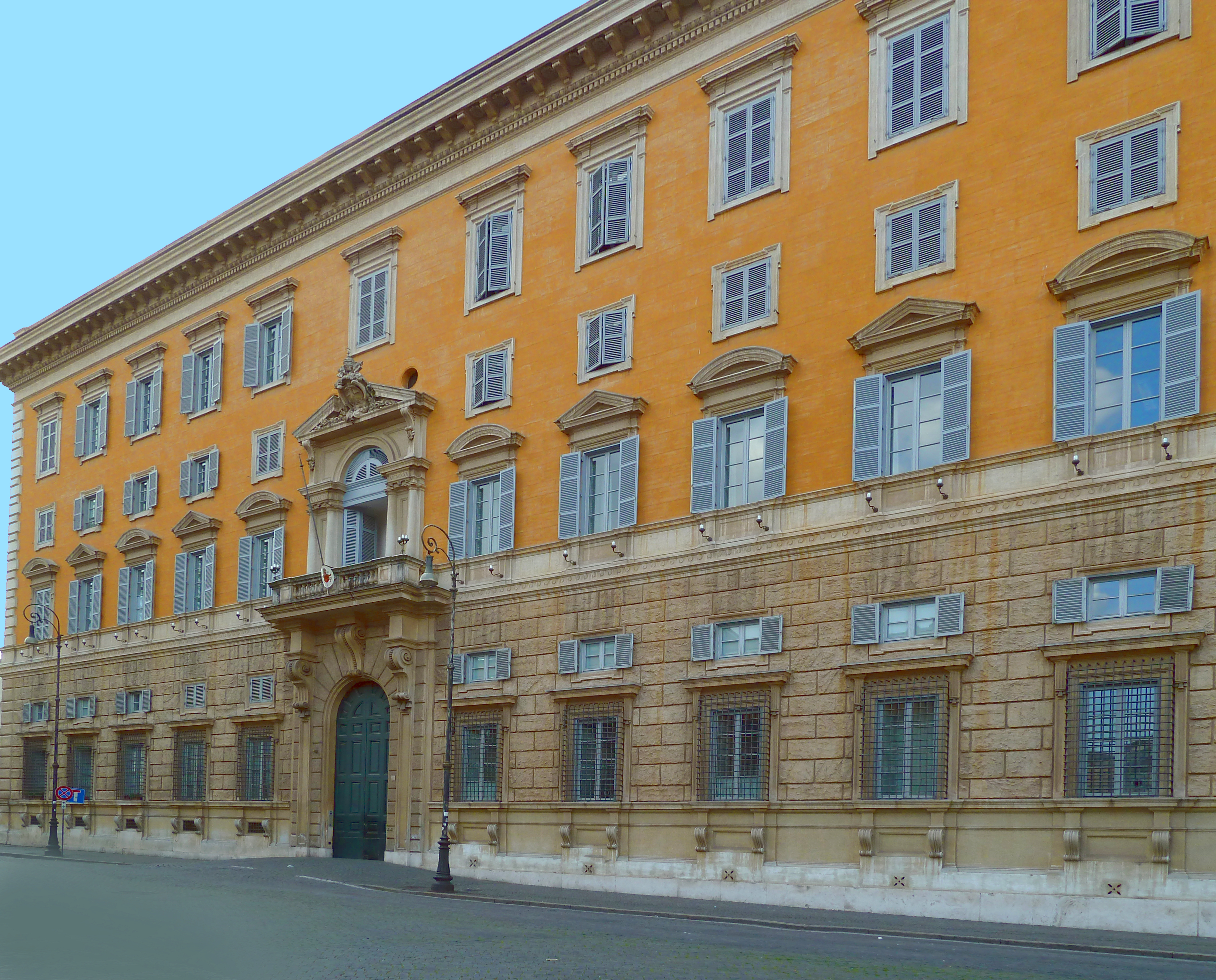
Будівля дикастерії

Дикастерія віровчення (лат. Dicasterium pro doctrina fidei) — найстаріша та головна з дев'яти дикастерій Римської курії, до компетенції якої входить нагляд за ортодоксальністю й чистотою віровчення та моралі, що проповідуються в Римо-католицькій церкві. У апостольській конституції Івана Павла II Pastor Bonus від 28 червня 1988 року зазначено: Обов'язок Конгрегації віровчення полягає в тому, щоб просувати й охороняти доктрину віри та моралі усюди в католицькому світі: з цієї причини все, що у будь-який спосіб стосується таких питань віри, перебуває в межах її компетентності.

## Назвидикастерії
- Верховна Священна Конґреґація Римської та Вселенської Інквізиції (1542–1908);
- Верховна Священна Конґреґація Священної Канцелярії (1908–1965);
- Священна Конґреґація Доктрини Віри (1965–1983);
- Конґреґація Доктрини Віри (з 1983);

## Історія
Витоки Конґреґації Доктрини Віри походять із утвореної папою Павлом III 21 липня 1542 року (буллою Licet ab initio) Комісії кардиналів для нагляду за чистотою віровчення перед поширенням ідей Реформації та протестантизму. Папа Сікст V апостольською конституцією Immensa Aeterni Dei від 22 січня 1588 року надав їй статус Римської конґреґації, підпорядкувавши безпосередньо Папі Римському. І отримала назву Верховна Священна Конґреґація Римської та Вселенської Інквізиції (лат. Suprema Sacra Congregatio pro Romana et Universalis Inquisitionis), до відомства якої входило дослідження єресей, схизми та злочинів проти моралі (інквізиція). Незважаючи на назву «вселенська», фактично її юрисдикція поширювалась тільки на Церковну державу.
Папа Пій X апостольською конституцією Sapienti consilio від 29 червня 1908 року перетворив її на Верховну Священну Конґреґацію Священної Канцелярії (лат. Suprema Sacra Congregatio pro Sancti Officii), поклавши на неї функцію контролю за ортодоксальністю віровчення Церкви, а з 1917 року — також складання Індексу заборонених книг (до 1917 року цим займалась особлива Конґреґація Індексу).
Наступну реорганізацію було здійснено папою Павлом VI (motu proprio від 7 грудня 1965 року Integrae servandae) в світлі рішень II Ватиканського собору. Конґреґація втратила привілейований статус (було позбавлено назви «верховна»), а очолив її кардинал-префект (а не папа, як це було раніше). Тоді ж вона дістала сучасну назву.

## Склад Конґреґації
До складу Конґреґації Доктрини Віри входять особлива комісія з тлумачення випадків розірвання шлюбу за принципом сприяння вірі, Папська Біблейська комісія (з 1971) та Міжнародна богословська комісія (з 1969).
Конгрегація складається з:
- Префект;
- Секретар;
- Заступник Секретаря;
- Штат Конґреґації: 33 члени;
- Члени: 30 кардиналів, архієпископів та єпископів;
- Радники: 28 членів.

### Поточний склад Конґреґації
Нині, окрім префекта, до складу Конґреґації входять 24 кардинали, 3 архієпископи та 1 єпископ, які призначаються папою на п'ятирічний термін. Членами нині є:
Кардинали
- Джованні Баттіста Ре;
- Френсіс Арінзе;
- Тарчізіо Бертоне SDB (з 2003 року);
- Полікарп Пенго;
- Крістоф Шенборн OP;
- Іван Діас;
- Крешенціо Сепе;
- Жан-П'єр Рікар (з 2006 року);
- Антоніо Каньїсарес Льовера (з 2006 року);
- Джеймс Френсіс Стеффорд;
- Зенон Грохолевський;
- Вальтер Каспер;
- Жан-Луї Торан (з 2003 року);
- Леонардо Сандрі (з 2008 року);
- Пітер Кодво Аппіах Тарксон (з 2010 року);
- Марк Велле PSS (з 2010 року);
- Анджело Амато SDB (з 2010 року);
- Курт Кох (з 2010 року);
- Анджело Скола (з 2012 року);[1]
- Дональд Вюрл (з 2012 року);[1]
- Джордж Аленчеррі (з 2012 року);[2]
- Фернандо Філоні (з 2012 року);[2]
- Франческо Коккопальмеріо (з 2012 року).[2]

Архієпископи
- Генрік Мушинський;
- Сальваторе Фізікелла;
- Вальмор Олівейра де Ажеведу (з 2009 року).

Єпископи
- Маріо дель Валле Моронта Родрігес (з 2009 року).

## Глави Конгрегації

### Великі інквізитори
- Джанп'єтро Караффа — (1542–1555) (до свого обрання папою);
- Антоніо Мікеле Гіслієрі — (1558 — 1566) (до свого обрання папою);
- Шіпіоне Ребіба — (1573–1577) (до своєї смерті);
- Джиакомо Савеллі — (1577 — 1586) (подав у відставку у зв'язку з хворобою);
- Джуліо Антоніо Санторі — (1586 — 1602) (до своєї смерті);

### Секретарі
- Камілло Боргезе — (1602 — 16 травня 1605) (до свого обрання папою);
- Помпейо Аррігоні — (1605 — 4 квітня 1616) (до своєї смерті);
- Джованні Гарціа Мілліні — (1616 — 2 жовтня 1629) (до своєї смерті);
- Антоніо Барберіні старший, капуцин — (1629–1633) (подав у відставку);
- Франческо Барберіні старший — (1633 — 10 грудня 1679) (до своєї смерті);
- Чезаре Факкінетті — (1679 — 30 січня 1683) (до своєї смерті);
- Альдерано Чібо — (1683 — 22 липня 1700) (до своєї смерті);
- Галеаццо Марескотті — (1700–1716) (подав у відставку);
- Фабріціо Спада — (1716 — 15 червня 1717) (до своєї смерті);
- Нікколо Аччайолі — (1717 — 23 лютого 1719) (до своєї смерті);
- Франческо дель Джудіче — (1719 — 10 жовтня 1725) (до своєї смерті);
- Фабріціо Паолуччі — (1725 — 12 червня 1726) (до своєї смерті);
- П'єтро Оттобоні — (14 червня 1726 — 29 лютого 1740) (до своєї смерті);
- Томмазо Руффо — (29 серпня 1740 — 16 лютого 1753) (до своєї смерті);
- Нері Марія Корсіні — (26 лютого 1753 — 6 грудня 1770) (до своєї смерті);
- Джованні Франческо Стоппані — (12 грудня 1770 — 18 листопада 1774) (до своєї смерті);
- Луїджі Марія Торреджані — (22 лютого 1775 — 6 січня 1777) (до своєї смерті);
- Карло Реццоніко (молодший) — (17 січня 1777 — 26 січня 1799) (до своєї смерті);
- Леонардо Антонеллі — (8 листопада 1800 — 23 січня 1811) (до своєї смерті);
- Вієрініда Елісафін — (1811–1814) (до своєї смерті);
- Джуліо Марія делла Сомалья — (20 травня 1814 — 2 квітня 1830) (до своєї смерті);
- Бартоломео Пакка — (5 квітня 1830 — 19 квітня 1844) (до своєї смерті);
- Вінченцо Маккі — (25 квітня 1844 — 30 вересня 1860) (до своєї смерті);
- Константіно Патриці Наро — (10 жовтня 1860 — 17 грудня 1876) (до своєї смерті);
- Просперо Катеріні — (21 грудня 1876 — 28 жовтня 1881) (до своєї смерті);
- Антоніо Марія Панеб'янко, францисканець-конвентуал — (30 березня 1882 — 25 січня 1883) (подав у відставку в зв'язку з важкою хворобою);
- Луїджі Більйо, барнабіт — (25 січня 1883 — 30 січня 1884) (до своєї смерті);
- Раффаеле Монако Ла Валлетта — (15 лютого 1884 — 14 липня 1896) (до своєї смерті);
- Лючідо Марія Пароккі — (5 серпня 1896 — 15 січня 1903) (до своєї смерті);
- Серафіно Ваннутеллі — (16 січня 1903 — 30 грудня 1908) (подав у відставку);
- Маріано Рамполла дель Тіндаро — (30 грудня 1908 — 16 грудня 1913) (до своєї смерті);
- Доменіко Феррата — (2 січня — 10 жовтня 1914) (до своєї смерті);
- Рафаель Меррі дель Валь — (14 жовтня 1914 — 26 лютого 1930) (до своєї смерті);
- Донато Збарретті — (4 липня 1930 — 1 квітня 1939) (до своєї смерті);
- Франческо Маркетті Сельваджані — (30 квітня 1939 — 13 січня 1951) (до своєї смерті);
- Джузеппе Піццардо — (16 лютого 1951 — 12 жовтня 1959).

### Префекти
- Кардинал Альфредо Оттавіані — (7 листопада 1959 — 6 січня 1968), спочатку названий секретарем, натомість префектом був завжди папа римський, потім про-префект, потім префект;
- Кардинал Франьо Шепер — (8 січня 1968 — 25 листопада 1981) (подав у відставку);
- Кардинал Йозеф Ратцінгер — (25 листопада 1981 — 2 квітня 2005) (до смерті Івана Павла II) — потім папа римський Бенедикт XVI;
- Кардинал Вільям Левада — (13 травня 2005 — 2 липня 2012) (подав у відставку);
- Кардинал Герхард Людвіг Мюллер — (2 липня 2012 — 1 липня 2017);
- Архієпископ Луїс Франсіско Ладарія Феррер — (1 липня 2017 — 1 липня 2023).
- Кардинал Віктор Мануель Фернандес (1 липня 2023 — дотепер)

### Секретарі конгрегації з 1965 року
- Архієпископ П'єтро Паренте — (7 грудня 1965 — 1967);
- Архієпископ Поль-П'єр Філіп — (29 червня 1967 — 6 березня 1973);
- Архієпископ Жан-Жером Амер — (14 червня 1973 — 8 квітня 1984);
- Архієпископ Альберто Бовоне — (8 квітня 1984 — 13 червня 1995);
- Архієпископ Тарчізіо Бертоне — (13 червня 1995 — 10 грудня 2002);
- Архієпископ Анджело Амато — (19 грудня 2002 — 9 липня 2008);
- Архієпископ Луїс Франсіско Ладарія Феррер — (9 липня 2008 — 1 липня 2017);
- Архієпископ Джакомо Моранді — (18 липня 2017 — дотепер).